# Moisés Arias
Moisés Arias (New York, 1994. április 18. –) amerikai színész.
Legismertebb alakítása Rico Suave a 2006 és 2011 között futó Hannah Montana című sorozatban. A nyár királyai című filmben is szerepelt.

## Fiatalkora
Moisés Arias 1994. április 18-án született New Yorkban. Édesanyja Mónica Arias, édesapja César Arias. Szülei kolumbiai származásúak. Testvére Mateo Arias szintén színész. Barbizon Modeling és Acting iskolában diplomázott.

## Pályafutása
Főszereplő volt a Hannah Montana című sorozatban. 2009-ben Andrét alakította a Disney Channel filmjében az Apurablókban. Részt vett a Guadalajara Filmfesztiválon 2009-ben, a The Perfect Game című film bemutatóján, Eva Longoriával.
Szerepelt a Varázslók a Waverly helyből, ahol Max lelkiismerete volt.
2012-ben szerepelt A nyár királyai című filmben.
2020 januárjában betegként szerepelt a Doktor Murphy című sorozatban.

## Filmográfia

### Film
| Év   | Magyar cím                 | Eredeti cím                    | Szerep                 | Magyar hang      |
| ---- | -------------------------- | ------------------------------ | ---------------------- | ---------------- |
| 2006 | Nacho Libre                | Nacho Libre                    | Juan Pablo             | Penke Bence      |
| 2008 | Beethoven nagy áttörése    | Beethoven's Big Break          | Billy                  | Glósz András     |
| 2009 | A tökéletes csapat         | The Perfect Game               | Mario Ontiveros        |                  |
| 2009 | Hannah Montana – A film    | Hannah Montana: The Movie      | Rico                   | Czető Ádám       |
| 2009 | Astro Boy                  | Astro Boy                      | Zane (hangja)          | Penke Soma       |
| 2012 |                            | We the Party                   | Quicktime              |                  |
| 2012 | Arrietty – Elvitte a manó  | The Secret World of Arrietty   | Spiller (hangja)       | Berzsenyi Márton |
| 2012 |                            | Noobz                          | Hollywood              |                  |
| 2013 | A nyár királyai            | The Kings of Summer            | Biaggio                | Hamvas Dániel    |
| 2013 | Gru 2.                     | Despicable Me 2                | Antonio Perez (hangja) | Gacsal Ádám      |
| 2013 | Végjáték                   | Ender's Game                   | Bonzo Madrid           | Timon Barna      |
| 2015 | A stanfordi börtönkísérlet | The Stanford Prison Experiment | Anthony Carroll        | Sörös Miklós     |
| 2016 |                            | The Land                       | Junior                 |                  |
| 2016 | Ben-Hur                    | Ben-Hur                        | Dizmász                | Baráth István    |
| 2017 | Kong: Koponya-sziget       | Kong: Skull Island             | bár vendége            |                  |
| 2017 | Tökéletes hang 3.          | Pitch Perfect 3                | Pimp-Lo                | Kossuth Gábor    |
| 2017 |                            | Life Boat                      | Patagrande             |                  |
| 2018 |                            | Little Bitches                 | Phil                   |                  |
| 2019 | Két lépés távolság         | Five Feet Apart                | Poe Ramirez            | Molnár Levente   |
| 2019 |                            | The Wall of Mexico             | Cokestraw              |                  |
| 2019 | Monos                      | Monos                          | Nagyláb                | Molnár Levente   |
| 2020 |                            | Blast Beat                     | Mateo Andres           |                  |
| 2020 | Staten Island királya      | The King of Staten Island      | Igor                   | Márkus Sándor    |
| 2021 | Zsoké                      | Jockey                         | Gabriel Boullait       | Kenéz Ágoston    |
| 2022 |                            | American Murderer              | Kyle Wallace           |                  |
| 2022 | Szamaritánus               | Samaritan                      | Reza Smith             | Moser Károly     |

### Televízió
| Év        | Magyar cím                  | Eredeti cím                   | Szerep            | Megjegyzések                                                                         |
| --------- | --------------------------- | ----------------------------- | ----------------- | ------------------------------------------------------------------------------------ |
| 2005      |                             | Everybody Hates Chris         | gyerek            | 1 epizód                                                                             |
| 2006      | Zack és Cody élete          | The Suite Life of Zack & Cody | Randall           | 1 epizód                                                                             |
| 2006      | Király suli                 | The Emperor's New School      | Marcus (hangja)   | 1 epizód                                                                             |
| 2006      |                             | Dive Olly Dive!               | Olly (hangja)     |                                                                                      |
| 2006–2011 | Hannah Montana              | Hannah Montana                | Rico              | - főszereplő - magyar hangja: - Penke Bence (1–2. évad) - Timon Barnabás (3–4. évad) |
| 2009      | Phineas és Ferb             | Phineas and Ferb              | Fred (hangja)     | 1 epizód                                                                             |
| 2009      | Zack és Cody a fedélzeten   | The Suite Life on Deck        | Jay               | 1 epizód                                                                             |
| 2009      | Varázslók a Waverly helyből | Wizards of Waverly Place      | Max lelkiismerete | 3 epizód                                                                             |
| 2009      | Apurablók                   | Dadnapped                     | André             | - tévéfilm - magyar hangja: - Penke Soma                                             |
| 2011      |                             | Love Bites                    | Jeff              | 1 epizód                                                                             |
| 2012      | A semmi közepén             | The Middle                    | Matt              | visszatérő szerep (3. évad)                                                          |
| 2017      | Jean-Claude Van Johnson     | Jean-Claude Van Johnson       | Luis              | visszatérő szerep (6 epizód)                                                         |
| 2019      | Doktor Murphy               | The Good Doctor               | Luka              | 1 epizód                                                                             |
| 2024–     | Fallout                     | Fallout                       | Norm MacLean      | - főszereplő - magyar hangja: - Baráth István                                        |